# Cissus kerrii
Cissus kerrii är en vinväxtart som beskrevs av William Grant Craib. Cissus kerrii ingår i släktet Cissus och familjen vinväxter. Inga underarter finns listade i Catalogue of Life.